# Borzykówka
Borzykówka [pronunciación en polaco: /bɔʐɨˈkufka/] es un pueblo ubicado en el distrito administrativo de Gmina Żytno, dentro del condado de Radomsko, Voivodato de Łódź, en el centro de Polonia. Se encuentra a unos 7 kilómetros al sureste de Żytno, a 26 kilómetros al sureste de Radomsko, y a 101 kilómetros al sur de la capital regional Łódź.